# 康科德鎮區 (印地安納州迪卡爾布縣)
康科德鎮區（英語：Concord Township）是位於美國印地安納州迪卡爾布縣的一個行政鎮區。

## 地方資料
根據2010年美國人口普查的數據，康科德鎮區的面積為46.50平方千米，當中陸地面積為46.40平方千米，而水域面積為0.10平方千米。當地共有人口1335人，而人口密度為每平方千米28.71人。